# Gadomus introniger
Gadomus introniger är en fiskart som beskrevs av Gilbert och Hubbs 1920. Gadomus introniger ingår i släktet Gadomus och familjen skolästfiskar. Inga underarter finns listade i Catalogue of Life.